# Винона (Минесота)
Винона (енгл. Winona) град је у америчкој савезној држави Минесота.

## Демографија
По попису из 2010. године број становника је 27.592, што је 523 (1,9%) становника више него 2000. године.
| Група             | 2000.          | 2010.          |
| Белци             | 25.376 (93,7%) | 25.388 (92,0%) |
| Афроамериканци    | 306 (1,1%)     | 528 (1,9%)     |
| Азијати           | 718 (2,7%)     | 808 (2,9%)     |
| Хиспаноамериканци | 365 (1,3%)     | 460 (1,7%)     |
| Укупно            | 27.069         | 27.592         |